# Casal al carrer Sant Josep, 66 (Mataró)
El Casal al carrer Sant Josep, 66 és un edifici de Mataró (Maresme) protegit com a Bé Cultural d'Interès Local.

## Descripció
Es tracta d'un casal en cantonada de planta baixa i dues plantes pis. Presenta dos portals d'accés i una finestra amb brancals i llinda de pedra en planta baixa, carreus de pedra a la cantonada i finestres i balcons al primer i segon pis.
A la llinda de pedra del portal de carrer sant Josep hi figura la data: 1772.